# Robert Durst
Robert Durst (Scarsdale, Nueva York; 12 de abril de 1943-Stockton, California; 10 de enero de 2022) fue un empresario estadounidense hijo del fundador de la compañía inmobiliaria National Debt Clock, Seymour Durst. Saltó a la fama en los años 1980 cuando su esposa desapareció.
Trabajó en la compañía de su padre durante un tiempo pero a pesar de ser el primogénito y prepararse para dirigir la compañía, fue su hermano menor Douglas quien ocupó finalmente el puesto. El 14 de marzo de 2015 fue arrestado después de una entrevista para la televisión cuando durante una pausa para ir al baño, se dejó el micrófono abierto, mencionándose para sí mismo "Ya está. Te han pillado. ¿Qué hiciste? Pues matarlos a todos, por supuesto". El Departamento de Policía de Los Ángeles lo detuvo al día siguiente. El 17 de septiembre de 2021 fue declarado culpable de asesinato en primer grado por la muerte de Susan Berman y condenado a cadena perpetua el 15 de octubre del mismo año.

## Biografía
Uno de los cuatro hijos de Seymour Durst, importante inversor inmobiliario en la costa este de los Estados Unidos. El abuelo paterno de Durst fue el fundador del imperio inmobiliario de la familia. Inmigrante judío de Austria-Hungría que trabajaba como sastre en Europa, pasó a convertirse en un gran gerente inmobiliario y promotor, fundando la empresa en 1927. Robert Durst asistió a la Scarsdale High School, y obtuvo la licenciatura en Economía en 1965 en la Universidad de Lehigh.
Pasó a convertirse en un promotor dentro del negocio de su padre; sin embargo, fue su hermano Douglas quien más tarde fue encargado de dirigir la empresa familiar. Captó la atención de los medios cuando su esposa Kathleen McCormack desapareció. La última vez que fue vista viva fue el 31 de enero de 1982 en Vermont, lugar en el que residía desde hacía varios meses. La investigación concluyó unos meses después, sin haber hallado el cuerpo. Posteriormente, la Policía del Estado de Nueva York reabrió el caso en el año 2000, aunque sin resultado.
El 24 de diciembre de 2000 fue encontrada ejecutada con una pistola de 9mm en su apartamento en Benedict Canyon, Los Ángeles, Susan Berman (periodista, hija de un mafioso), amiga de Robert Durst desde hacía bastante tiempo, y que se rumoreaba que conocía la identidad del asesino de Kathleen. El asesinato en primer grado culminó con la detención de Durst, aunque fue absuelto.
El 9 de octubre de 2001 fue encontrado en la Bahía de Galveston el cuerpo descuartizado de Morris Black, vecino de Robert. Allí residía desde hacía un año fingiendo ser una mujer muda. Robert huyó hacia Bethlehem, donde fue detenido y arrestado. Compareció ante el juez, explicando que tras una acalorada discusión con la víctima, actuó en defensa propia. Finalmente, quedó en libertad provisional.
En 2010 se estrenó la película Todas las cosas buenas, basada en la historia de Durst. HBO decidió hacer un documental ambientado en la vida de Durst titulado The Jinx: La vida y muertes de Robert Durst, el cual comenzó a emitirse en 2015 y donde, gracias a un descuido de Durst, sirvió como prueba concluyente para detenerle y llevarlo ante el tribunal.
En 2017 se estrenó la película basada en el caso de Kathleen McCormack con el título de La esposa perdida de Robert Durst (The Lost Wife Of Robert Durst) , donde se relatan los acontecimientos sucedidos en el matrimonio de Robert Durst y Kathleen McCormack.